# دوروثي كاروسو
دوروثي كاروسو (بالإنجليزية: Dorothy Caruso)‏ هي كاتِبة أمريكية، ولدت في 1893 في نيويورك في الولايات المتحدة، وتوفي بنفس المكان في 1955 بسبب سرطان.